# Kremlin (Montana)
Kremlin és una concentració de població designada pel cens dels Estats Units a l'estat de Montana. Segons el cens del 2000 tenia 126 habitants.

## Demografia
Segons el cens del 2000, Kremlin tenia 126 habitants, 47 habitatges, i 35 famílies. La densitat de població era de 108,1 habitants per km².
Dels 47 habitatges en un 36,2% hi vivien nens de menys de 18 anys, en un 66% hi vivien parelles casades, en un 6,4% dones solteres, i en un 25,5% no eren unitats familiars. En el 23,4% dels habitatges hi vivien persones soles el 10,6% de les quals corresponia a persones de 65 anys o més que vivien soles. El nombre mitjà de persones vivint en cada habitatge era de 2,68 i el nombre mitjà de persones que vivien en cada família era de 3,2.
Per edats la població es repartia de la següent manera: un 29,4% tenia menys de 18 anys, un 9,5% entre 18 i 24, un 23% entre 25 i 44, un 22,2% de 45 a 60 i un 15,9% 65 anys o més.
L'edat mediana era de 37 anys. Per cada 100 dones de 18 o més anys hi havia 107 homes.
La renda mediana per habitatge era de 36.250 $ i la renda mediana per família de 45.250 $. Els homes tenien una renda mediana de 40.625 $ mentre que les dones 21.250 $. La renda per capita de la població era de 12.598 $. Aproximadament el 13,5% de les famílies i el 22,8% de la població estaven per davall del llindar de pobresa.

## Poblacions més properes
El següent diagrama mostra les poblacions més properes.